# Guerra Russo-Turca (1735–1739)
A guerra russo–turca de 1735–1739 ocorreu entre o Império Russo e o Império Otomano e foi consequência de intensos desentendimentos quanto aos resultados da Guerra de Sucessão da Polônia de 1733–1735 e as intermináveis incursões de tártaros da Crimeia. A guerra também demonstrou os problemas da Rússia quanto ao desejo de acesso ao mar Negro. 

## A diplomacia russa e a guerra
Com a deflagração da guerra, a Rússia procurou assegurar uma posição internacional favorável ao assinar alguns tratados com a Pérsia em 1732–1735 (que esteve em guerra com a Turquia em 1732–1736) e ao defender a ascensão de Augusto III ao trono polonês  em 1735 em vez do francês Estanislau I Leszczyński, indicado pela França, pró-Turquia. Quanto à Áustria, estava aliada à Rússia desde 1726.
O casus belli foi o grande número de incursões patrocinadas pelos tártaros da Crimeia na Ucrânia ao final do ano de 1735 e a campanha militar do cã da Crimeia no Cáucaso. Em 1736, os comandantes russos almejavam a captura de Azove e Crimeia. A partir de então, ocorrem muitos conflitos entre os dois países, sendo que os russos obtiveram melhores resultados. 
Em julho de 1737, a Áustria também entrou na guerra contra o Império Otomano, mas sofreria muitas derrotas. Em agosto, a Rússia, a Áustria e o Império Otomano iniciaram negociações em Nemirov, mas que não trouxeram nenhum resultado satisfatório. Apesar disso, não houve nenhuma operação militar significativa em 1738. 
Apesar das vitórias russas sobre os otomanos em 1739, a Áustria sofreu derrotas e precisou assinar o Tratado de Belgrado com os otomanos em 21 de agosto. Isso, somado com a iminência de uma invasão sueca da Rússia, forçou os russos a assinarem o Tratado de Níssa com a Turquia em 18 de setembro, terminando assim a guerra.